# Tlon Space
Tlon Space es una empresa emergente privada argentina de fabricación aeroespacial y de servicios de transporte espacial con sede en Buenos Aires. Fue fundada en 2005 por Pablo Vic y Gerardo Natale con el objetivo de reducir los costos de poner nanosatélites en órbita.
Su principal ventaja sería la flexibilidad para elegir la ubicación donde desean ser colocados los nanosatélites, en lugar de ser cargas secundarias de lanzadores pesados que los colocan en las órbitas en las que su misión principal se los permite.
Cuenta con el respaldo de la Comisión Nacional de Actividades Espaciales (CONAE) y tiene una alianza estratégica con la también argentina Innova Space. También colabora con la empresa californiana fundada por argentinos Space AI.
En marzo de 2022 contaba con 20 empleados directos y 25 indirectos.
En mayo de 2025, la compañía planea realizar hasta seis lanzamientos comerciales por año y tiene la capacidad de construir hasta 200 cohetes por año.
Tiene instalaciones en una ubicación entre Miramar y Necochea, más precisamente en una zona rural del partido de Lobería, provincia de Buenos Aires, donde construyó el Puerto Aeroespacial Malacara. Desde allí planea el primer lanzamiento de un cohete al espacio en órbita baja desde suelo argentino. Su ubicación, en la desembocadura del río Malacara, permite el lanzamiento de cohetes tanto hacia el este como hacia el sur. El acceso al puerto espacial es a través de la Ruta Provincial 88 y caminos rurales hacia el sur.
Pablo Vic, cofundador y CEO de Tlon Space, es un economista que tras años de trabajo en una multinacional, retomó su vocación espacial, que a comienzos de la década de 1990 lo había llevado a colaborar durante una pasantía en el Instituto de Investigaciones Científicas y Técnicas para la Defensa con el desarrollo de cohetes antigranizo para la provincia de Mendoza.

Luego de muchos años en una multinacional donde tenía planificada mi carrera, me encontré con un paper de un investigador estadounidense que planteaba que los microlanzadores iban a ser imprescindibles en un mundo en el que la tecnología tiende a su miniaturización y que eran posibles si se resolvían los subsistemas que lo componen junto a sus desafíos tecnológicos; ese texto fue el que me convenció que si podíamos resolver esos puntos, podíamos ser pioneros espaciales.

La Comisión Nacional de Actividades Espaciales (CONAE) considera que el trabajo de Tlon Space complementa al lanzador Tronador que desarrolla la propia CONAE. Por ello, pusieron a disposición de Tlon maquinaria que desarrollaron especialmente y que muy pocos países tienen, la cual sirve pata hilar el carbono con el que se hacen las estructuras de los lanzadores. Gracias a ello, Tlon pudo avanzar con la última de las tecnologías que debían desarrollar.

#### Aventura 1
El Aventura 1 es un cohete diseñado para poner en órbita nanosatélites y picosatélites de hasta 25 kg a una altitud de entre 200 y 850 kilómetros, un servicio de alta demanda a nivel internacional por empresas y organizaciones científicas. Es un cohete ultraligero, cuenta con una estructura de fuselaje compuesto y sistemas avanzados de control y navegación, tiene 10 metros de altura, un diámetro de 0,352 metros y pesa menos de una tonelada. Fue desarrollado por Tlon Space e incorpora dieciocho innovaciones tecnológicas. Superó exitosamente las pruebas técnicas.
El lanzador está dotado de un motor EcoStar* que reduce el impacto ambiental. Es a combustible líquido y esta desarrollado como una hibridación entre el motor Viking de Arianespace, con características del oxidante que utiliza y de las temperaturas que maneja, y el otro del motor Rutherford de Rocket Lab, que utiliza electrobombas.

El ‘Aventura I’ es un lanzador espacial miniaturizado, es el primer vehículo espacial por debajo de la tonelada de peso dedicado para posicionar nanosatélites en órbita baja, es un servicio para llevarlos a la órbita en la que quieren estar y no en la que los pueden dejar que es lo que sucede ahora cuando van como cargas secundarias en lanzadores grandes que ponen en órbita satélites de mayores dimensiones.

El cohete constituye un avance para la Argentina, dado que a pesar de contar con capacidad propia de fabricación de satélites, depende actualmente de plataformas extranjeras de lanzamiento para su puesta en órbita.
Entre el 60 y el 70% del lanzador es de origen argentino y entre el 30 y 40% es importado.